# 棘深海鰩
棘深海鰩（學名：Bathyraja spinosissima），為軟骨魚綱鰩目單鰭鰩科深海鰩屬的一種，分布於東太平洋加拉巴哥群島到美國俄勒岡州沃爾德波特海域，深度800至2938公尺，本魚胸鰭盤扁平，寬度略大於長度，尖端寬圓，背部為淡白色至灰色，腹部為淡白色，胸鰭外緣呈深色，上顎牙齒排31-33排，下顎牙齒排24-31排，背面和腹面佈滿刺，尾部附近有兩個大小相似的背鰭，體長可達200公分，棲息在大陸坡沙泥底質海域，為深海底棲性魚類，卵生，雌魚會產下有角的長方形卵囊，會成對出現，幼魚可能會跟隨大的個體，屬肉食性，以硬骨魚為食。2018年，科學家在加拉巴哥群島附近的熱液噴口附近發現了大量的袋狀卵。這項發現意味著母鰩魚正在利用火山的熱量來孵化卵。